# مايك إنغهام
مايك إنغهام (بالإنجليزية: Mike Ingham)‏ هو معلق رياضي بريطاني، ولد في 24 سبتمبر 1950 في تشيشير في المملكة المتحدة.